# Diocese de Tenancingo
A Diocese de Tenancingo (em latim: Dioecesis Tenancingana) é uma diocese da Igreja Católica localizada no município de Tenancingo, no estado do México, pertencente a Arquidiocese de Toluca no México. Foi fundada em 26 de novembro de 2009 pelo Papa Bento XVI. Com uma população católica de 549.391 habitantes, sendo 91,5% da população total, possui 33 paróquias com dados de 2021.

## História
Em 26 de novembro de 2009 o Papa Bento XVI cria a Diocese de Tenancingo através do território da Diocese de Toluca. Em 2019 a Diocese de Tenancingo tem sua província eclesiástica alterada, passando da Cidade do México para Toluca.

## Lista de bispos
A seguir uma lista de bispos desde a criação da diocese em 2009.
|        | Nome                         | Período     | Notas                       |
| Bispos | Bispos                       | Bispos      | Bispos                      |
| ------ | ---------------------------- | ----------- | --------------------------- |
| 2º     | Víctor Carabés Chávez, M.N.M | 2024-       | Atual                       |
| 1º     | Raúl Gómez González          | 2009 - 2022 | Nomeado arcebispo de Toluca |